# Найбільший клубок шпагату

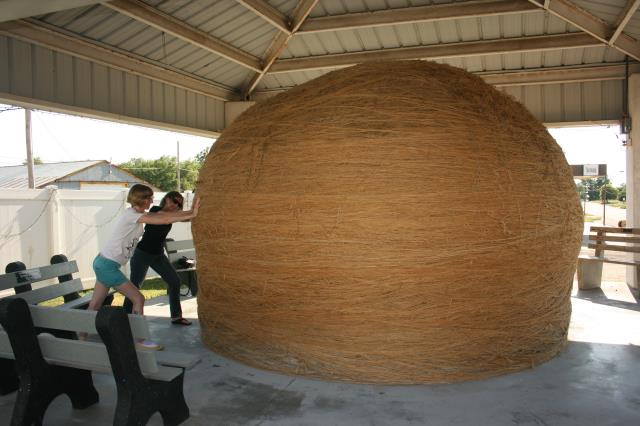
Найбільший скручений громадою клубок шпагату, розташований у Кокер-Сіті, штат Канзас (2013)

Є багато претензій на найбільша у світі куля зі шпагату, і всі вони знаходяться в Сполучених Штатах. Станом на 2014 рік клуб шпагату з найбільшою окружністю знаходиться в Коукер-Сіті, штат Канзас, виміряний на 8,06 фута (2,46 м) у діаметрі та 10,83 фута (3,30 м) у висоту.

## Найбільший клубок із сизалевої нитки, створений громадою
У Кокер-Сіті, штат Канзас, Френк Стобер створив кулю, довжиною шпагату 490 000 метрів та загальним діаметром 3,5 метри.
У 2006 році куля досягла загальної ваги 8 111 кг та окружності у 12 метрів, а довжина склала 2 377,978 км.

## Найбільша куля зі шпагатної нитки, створена однією людиною

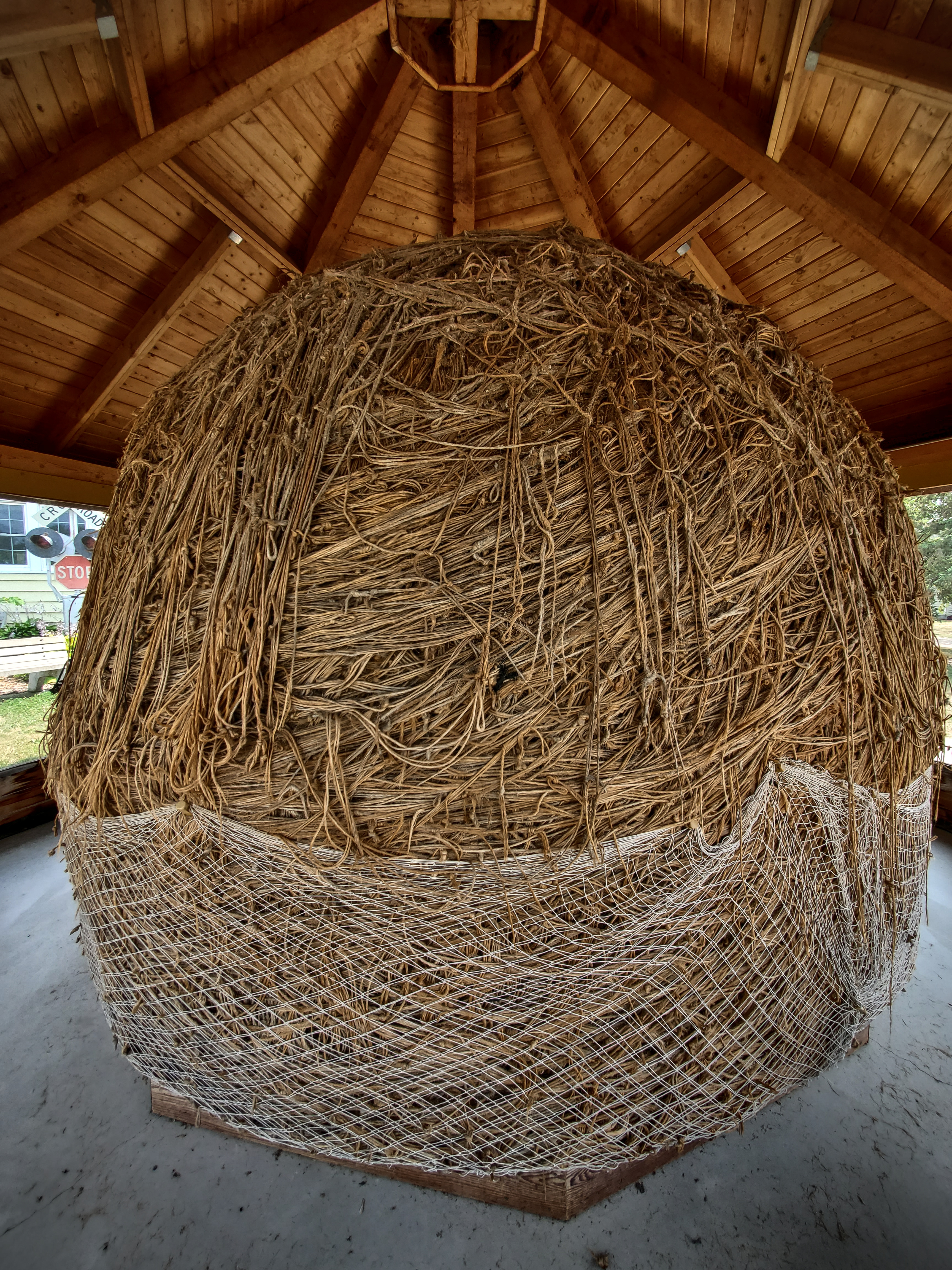
Шпагатний бал у Дарвіні, Міннесота (2021)

Батьківщиною кулі зі шпагату є Дарвін, штат Міннесота, його створив Френсіс А. Джонсон. Джонсон почав згортати шпагат у березні 1950 року і працював над ним чотири години щодня, протягом 29 років. Зараз він знаходиться у закритій альтанці навпроти міського парку на Мейн-стріт за адресою.
Місто святкує «День Мотузкової Кулі» у другу суботу серпня щороку. Прилеглий музей та магазин сувенірів, що обслуговується волонтерами та відкритий для відвідування безкоштовно, в ньому міститься інформація про історію кулі, також можна придбати різноманітні сувеніри.
Куля була завершена 1979 року, коли вона була завершена, і аж до 1994 року вона довго тримала титул «найбільшої кулі з мотузки» в Книзі рекордів Гіннеса. Куля навіть була згадана в пісні «Дивний Ел» Янковича з 1989 року «Найбільша Куля з Мотузки в Міннесоті».

## Найважча куля зі шпагату

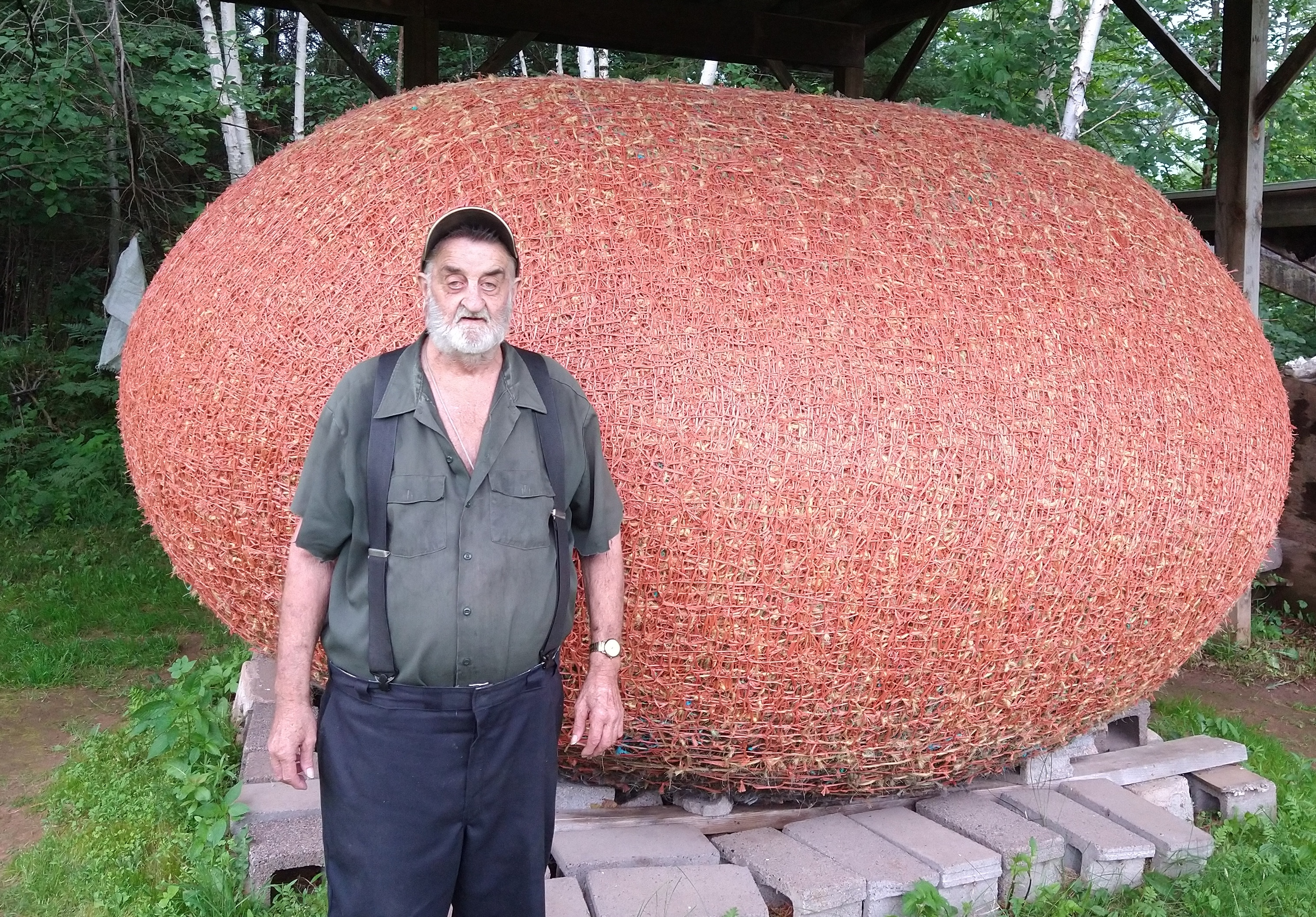
М'яч на шпагаті в озері Небагамон, штат Вісконсін (2022) з творцем Джеймсом Френком Котерою.

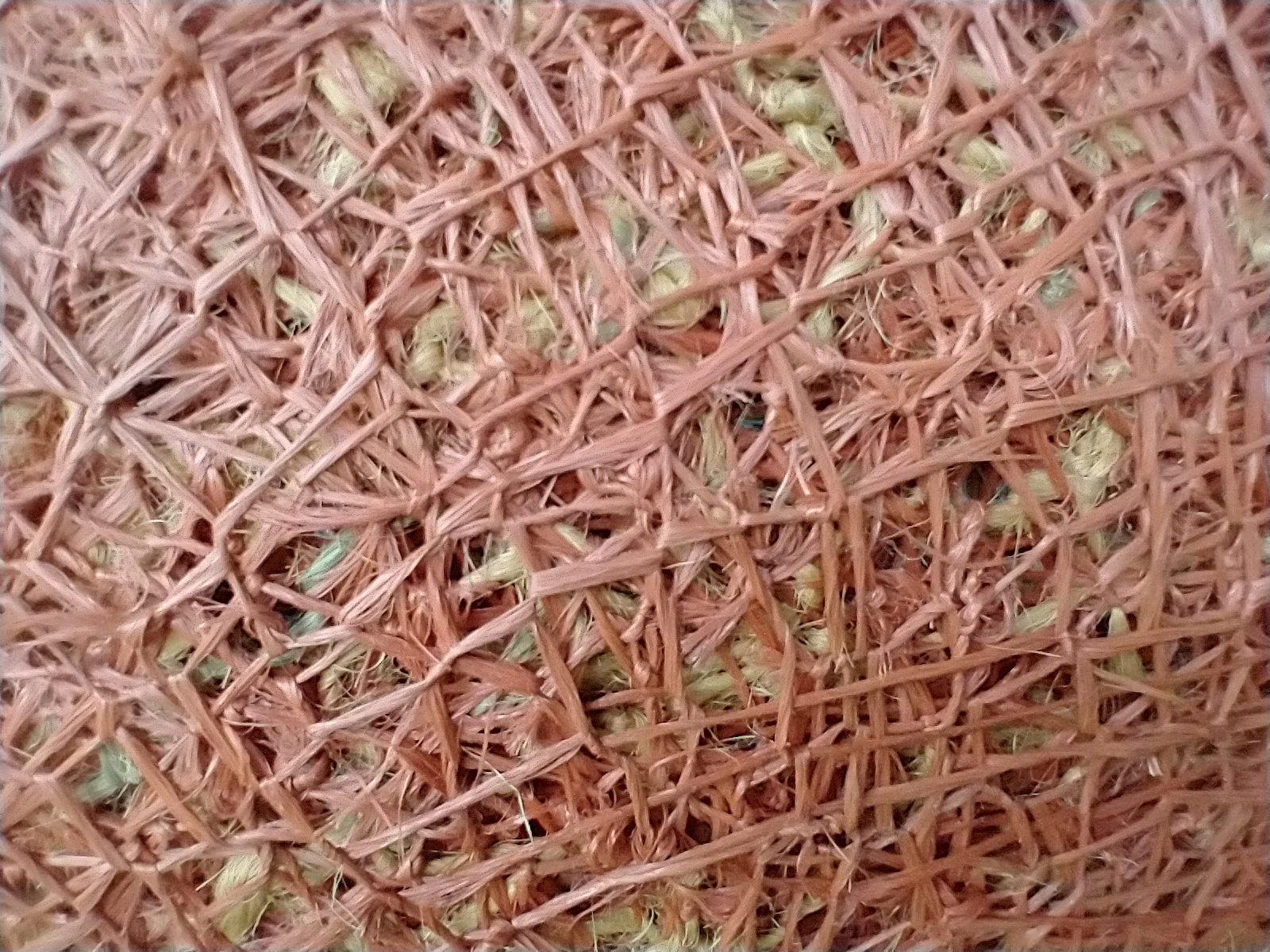
Збільшений план м'яча на озері Небагамон, штат Вісконсін, у 2022 році

У Лейк Небагамон, Вісконсин, Джеймс Френк Котера створив найважчу кулю з мотузки, яка коли-небудь будувалася. Котера, відомий за ініціалами «JFK», розпочав працювати над кулою в 1979 році та продовжував це робити до своєї смерті у січні 2023 року. Вагу кулі (10 960 кг), було оцінено шляхом зважування ваги кожного мішка з мотузкою. Куля знаходиться у відкритому угідді на подвір'ї Котери; після смерті Котери місто здійснює збір коштів для переміщення її до міської ради. У кулі є менший співробітник, «Джуніор», який зроблений зі шнура.

## Найбільша куля з нейлонового шпагату
У Бренсоні, штат Міссурі, куля з нейлонової мотузки, виготовлена Дж. Сі Пейном з Веллі-В'ю, штат Техас, виставлена на виставці Ріплі «Вірте чи ні!» музей. Кулю, яка має обхват 12,6 метра, визнали найбільшою кулею з мотузки у світі за версією Книги рекордів Гіннеса у 1993 році. Однак вона є найлегшою з чотирьох претендентів, важить 5 443,1 кілограма.